# Leandro Otormín
Leandro Gastón Otormín Fumero (Paso de los Toros, 30 luglio 1996) è un calciatore uruguaiano, attaccante del Cerro Largo.

## Caratteristiche tecniche
È un'ala destra.

## Carriera

### Club
Cresciuto nel settore giovanile del Nacional, ha esordito in prima squadra il 15 agosto 2015 disputando l'incontro di Primera División Profesional vinto 4-1 contro il Villa Teresa.

### Nazionale
Nel 2013 ha partecipato al Mondiale Under-17, nel quale ha anche segnato 4 reti.
Nel 2015 ha giocato una partita con la nazionale uruguaiana Under-20.

## Palmarès

### Competizioni nazionali
- Segunda División Profesional de Uruguay: 1

Torque: 2019
- Supercopa Uruguaya: 1

Liverpool (M): 2023